# An Lập (Bình Dương)
An Lập is een xã in huyện Dầu Tiếng, een district in de Vietnamese provincie Bình Dương.
An Lập ligt in het oosten van het district tegen de grens met Bến Cát. Verschillende beken vloeien hier samen. Zodra de hoofdstroom bij Long Nguyên de grens met Bến Cát passeert, heet de hoofdstroom Thị Tính. De afstand met Ho Chi Minhstad, de grootste stad van Vietnam, bedraagt ongeveer 55 kilometer. De afstand met thị trấn Dầu Tiếng, hoofdplaats van het district, bedraagt ongeveer 15 kilometer. Deze thị trấn ligt ten westen van An Lập.
De oppervlakte van An Lập bedraagt ongeveer 60,84 km². An Lập heeft 5282 inwoners.